# Lúcio Antunes
Pour les articles homonymes, voir Antunes.
Ulisses Indalécio Silva Antunes, surnommé Lúcio Antunes (né le 9 octobre 1966 à Praia), est un ancien joueur cap-verdien de football devenu entraîneur.
Sélectionneur de l'équipe nationale cap-verdienne de 2010 à 2013, il a entraîné le Progresso de Sambizanga en 2014.

## Biographie
Antunes est engagé par la fédération cap-verdienne en 2006. Il dirige pendant 4 ans l'équipe du Cap Vert espoir et gagne notamment les Jeux de la Lusophonie en 2009. En 2008, il devient également l'adjoint du sélectionneur en place, João de Deus. Dans le même temps, il est entraîneur du club cap-verdien d'Académico do Sal.
Deux ans plus tard (juillet 2010), il devient sélectionneur de l'équipe senior à la suite du départ du portugais pour l'AD Ceuta.
Il choisit cependant de conserver son emploi de contrôleur aérien.
Il a pour mission de qualifier l'équipe pour la CAN 2012 qui est organisée au Gabon et en Guinée équatoriale. Ce qu'il réussit à faire en se défaisant de la sélection de Madagascar (4-0 puis 3-1 pour les Requins Bleus) puis des Lions Indomptables du Cameroun. C'est grâce à un match aller gagné 2-0 (buts de Ricardo et Djaniny) au Stade de Várzea que son équipe prend un ascendant qu'il gardera au match retour en inscrivant le premier but du match par Héldon; les camerounais gagnent finalement ce match 2-1 mail il qualifie le Cap Vert pour leur première compétition continentale.
En novembre 2012, il effectue un stage d'une semaine au Real Madrid avec José Mourinho pour se perfectionner. The Special One a d'ailleurs déclaré sur l'entraineur des Requins Bleus « C’est un entraîneur intelligent, bien organisé, méthodique et ambitieux, avec des idées bien à lui.»
Il monte une équipe qui ne montre aucun complexe face à des équipes plus confirmées; Au premier tour, il réussit des performances dans un groupe composé de l'Afrique du Sud, l'Angola et le Maroc. Après 2 matchs nuls et une victoire (contre l'Angola), il réussit à emmener sa sélection jusqu'en quart de finale face au Ghana (défaite 0-2).
En novembre 2013, il est annoncé qu'il est en négociation avec le club angolais du Progresso de Sambizanga. L'information est confirmée et il signe un contrat de 2 saisons. Il commence la préparation pour la nouvelle saison en janvier 2014 avec confiance et l'ambition et l'envie de bien figurer lors du Girabola 2014.
Il ne reste finalement qu'un an en Angola. Il avait pour ambition de stabiliser le club dans les 5 premiers du classement mais il ne termine que 10e du championnat.
En 2015, il est sollicité par la Fédération cap-verdienne de football pour devenir formateur d’entraîneur de football au Cap Vert.
En septembre 2016, il revient à la tête de la sélection cap-verdienne.